# Cuộc vây hãm Odawara (1590)
Cuộc vây hãm Odawara (小田原征伐 (Tiểu Điền Nguyên chinh phạt) Odawara seibatsu) thứ 3 diễn ra năm 1590, và là đòn chủ yếu trong chiến dịch xóa sổ gia tộc Hojo của Toyotomi Hideyoshi. Trận chiến này trên thực tế lại ít xảy ra giao tranh giữa hai bên.
Quân đội đông đảo của Toyotomi Hideyoshi bao vây lâu đài được gọi là "cuộc vây hãm kỳ lạ nhất trong lịch sử samurai." Các samurai được giải trí bằng đủ mọi cách: từ vợ lẽ, gái điếm và nhạc công cho đến diễn viên xiếc nhào lộn, ăn lửa, và tung hững. Quân đội phòng thủ ngủ trong thành lũy cùng với súng hỏa mai và áo giáp; bất chấp số lượng ít hơn, họ khiến cho Hideyoshi không dám tấn công. Vì vậy, trong phần lớn thời gian, cuộc vây hãm chỉ là chiến thuật bỏ đói truyền thống. Chỉ vài cuộc chạm trán nhỏ xảy ra ở xung quyanh lâu đài, khi một nhóm những thợ mở từ tỉnh Kai đào đường hầm vào lâu đài, để quân của Ii Naomasa đột nhập.
Sau 3 tháng, nhà Hōjō đầu hàng, vì phải đối mặt với một đội quân vượt trội và, có lẽ, là do việc thiếu lương thực và hậu cần sắp tới. Tokugawa Ieyasu, một trong các tướng quân hàng đầu của Hideyoshi, được ban tặng đất đai của nhà Hōjō. Mặc dù Hideyoshi không nhận ra được điều này vào thời điểm đó, đây là một bước ngoặt quan trọng giúp Tokugawa đạt được tham vọng hướng đến ngôi Shogun.
Ngoài chiếm lấy lâu đài Odawara, Hideyoshi cũng đánh bại nhà Hōjō ở các tiền đồn khác tại Hachiōji, Yorii, và Shizuoka, phía Tây Nam vùng Kantō.

## Trong văn hóa đại chúng
Cuộc vây hãm Odawara là màn cuối trong câu chuyện của Hideyoshi trong video game Samurai Warriors 2. Do kích thước của lâu đài Odawara trong game, nó phải được chia làm 2 màn, phần phía Đông do quân đội Tokugawa, Chosokabe (chỉ trọng phần Xtreme Legends), Shimazu, Date phụ trách, phần phía Tây do trung quân của Toyotomi.